# Every Second Counts (Videowettbewerb)
Every Second Counts (englisch für Jeder Zweite zählt) ist ein satirischer Wettbewerb um den Titel des zweitbesten Landes nach den Vereinigten Staaten. Auslöser war die Ankündigung des 45. Präsidenten der Vereinigten Staaten Donald Trump bei seiner Amtseinführung am 20. Januar 2017, als neue Vision gelte von nun an America First („Amerika zuerst“).

## Geschichte
Am 22. Januar 2017 zeigte der niederländische Satiriker Arjen Lubach in seiner Fernsehshow Zondag met Lubach ein Video mit dem Titel The Netherlands welcomes Trump in his own words. Darin spricht anscheinend die niederländische Regierung den neuen US-Präsidenten persönlich an und wirbt dafür, nach den Vereinigten Staaten die Nummer zwei sein zu dürfen: „America first, Netherlands second“. Ein Trump-Stimmenimitator benutzt dabei typische Trump-Formulierungen wie „It’s great“, „It’s true“ oder „It’s fake“. Das Video wurde ein viraler Erfolg; auf YouTube wurde es bis Mitte März 2017 über 24 Millionen Mal angeklickt.
Am 2. Februar 2017 zeigte der deutsche Satiriker Jan Böhmermann in seiner Fernsehshow Neo Magazin Royale ein Video mit dem Titel America First, Germany Second, das die niederländische Idee aufgreift und zum Wettbewerb erweitert: nicht die Niederlande, sondern Deutschland sollte hinter den Vereinigten Staaten Zweiter sein. Gleichzeitig kündigte Böhmermann an, dass europaweit Late-Night-Shows ebenfalls Wettbewerbsvideos erstellen würden.
Eine eigene Webseite sammelt unter dem Namen Every Second Counts alle nationalen Wettbewerbsbeiträge. Mitte Mai 2017 gab es auf der Webseite 27 Videos aus Europa, zwei aus Südamerika, vier aus Afrika, sechs aus Asien sowie je eins aus Australien und Neuseeland. Die meisten Videos sind auch auf YouTube verfügbar.
Einige Bewerbungen wurden nicht auf Every Second Counts erfasst: von China, der DDR, dem Planeten Mars, von Mordor, einigen deutschen Bundesländern wie Bayern, dem Saarland, Bezirken wie Unterfranken und Städten wie Regensburg.